# ملعب 4 مارس
ملعب 4 مارس هو ملعب لكرة القدم يقع في مدينة تبسة الجزائرية وهو يستضيف مباريات نادي اتحاد تبسة.

## نبذة
تم افتتاح الملعب في عام 1992 بسعة 17,250 مقعدا. في عام 2012 تم استبدال سطح الملعب ووضع العشب الاصطناعي من الجيل 2.

## مواضيع ذات صلة
- الرياضة في الجزائر
- الاتحادية الجزائرية لكرة القدم
- الرابطة الجزائرية المحترفة الأولى لكرة القدم
- قائمة ملاعب كرة القدم في الجزائر

## وصلات خارجية
- (بالعربية) الموقع الرسمي للاتحادية الجزائرية لكرة القدم